# Die Bankiersfrau
Die Bankiersfrau (Originaltitel: La Banquière) ist ein französisches Filmdrama aus dem Jahr 1980. Unter der Regie von Francis Girod ist Romy Schneider in der Hauptrolle der Emma Eckhert zu sehen. Tragende Rollen sind mit Jean-Louis Trintignant, Jean-Claude Brialy, Claude Brasseur und Marie-France Pisier sowie Daniel Mesguich, Jean Carmet und Noëlle Châtelet besetzt.

## Handlung
Paris 1921: Emma Eckhert, eine Hutmacherin mit bisexuellen Neigungen, heiratet den älteren, jedoch reichen Geschäftsmann Moïse Nathanson. Die Ehe dient Emma als Instrument für ihren geplanten Aufstieg in die bessere Gesellschaft von Paris. Nach einiger Zeit beginnt sie eine Affäre mit der reichen Camille. Mit deren Unterstützung wird Emma Bankpräsidentin einer Sparkasse. Der Erfolg ihrer Bank beruht auf überhöhten garantierten Zinszahlungen an Sparer. Horace Vannister, Eigentümer einer konkurrierenden Bank, schöpft Verdacht, dass der Aufstieg Emmas nicht mit rechten Dingen zugeht. Horace hat einflussreiche politische Freunde und erreicht eine Überprüfung der Bank.
Nachdem die Bank auf Beschluss eines Gerichts durchsucht wurde, wird Emma der Aktienmanipulation angeklagt und zu drei Jahren Gefängnis verurteilt. In Haft kämpft Emma weiter um ihren Erfolg und um die Wiedergewinnung ihres Ansehens. Erfolg hat sie jedoch erst wieder, als die Regierung wechselt und Emma in der Folge rehabilitiert wird. Als sie in ihre Bank zurückkehrt und ihren aufgebrachten Gläubigern völligen Ausgleich der Schulden verspricht, kommt sie bei einem Attentat ums Leben.

## Produktion

### Vorlage
Die echte Marthe Hanau, Vorbild für die Titelrolle, war allerdings weniger menschenfreundlich als die von Romy Schneider verkörperte Bankiersfrau. Sie betrog Tausende kleiner Sparer mit ihrem Schneeballsystem, das 1928 zusammenbrach. Sie wurde verhaftet, nach der Bestechung von Politikern freigelassen und abermals verhaftet. Zu drei Jahren Gefängnis verurteilt, nahm sie sich dort 1935 das Leben.

### Produktionsnotizen

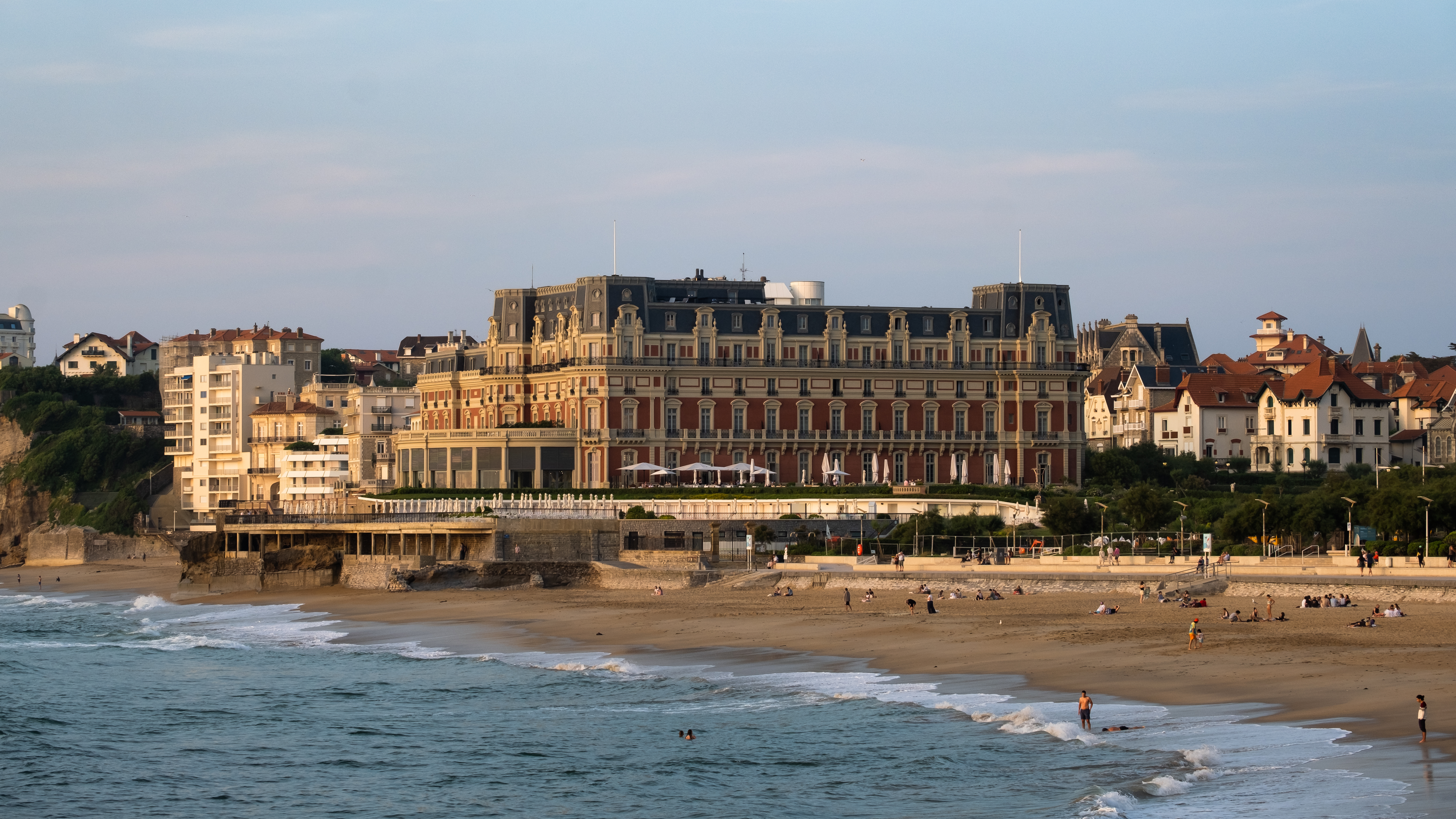
Hôtel du Palais, einer der Drehorte des Films

Es handelt sich um eine Produktion von Partner’s Productions, France 3 und Gaumont in Zusammenarbeit mit Société Française de Production (SFP). Die Filmaufnahmen entstanden unter anderem im Rathaus in Bois-Colombes im Département Hauts-de-Seine, im Hôtel-Dieu in Paris, im Hôtel du Palais, 1 Avenue de l’Impératrice, Biarritz, im Département Pyrénées-Atlantiques, in der Avenue Franklin Delano Roosevelt in Paris, in der Rue Soufflot in Paris, in der Galerie Véro-Dodat und in der Pariser Börse.

### Synchronisation
Die Bankiersfrau in der Deutschen Synchronkartei
- Romy Schneider: Emma Eckhert ~ synchronisiert sich selbst
- Jean-Louis Trintignant: Horace Vannister ~ deutsche Stimme: Erik Schumann
- Jean-Claude Brialy: Paul Cisterne ~ deutsche Stimme: Lothar Blumhagen
- Claude Brasseur: Largué ~ deutsche Stimme: Edgar Ott
- Daniel Mesguich: Rémy Lecoudray ~ deutsche Stimme Lutz Riedel
- Jean Carmet: Duvernet ~ deutsche Stimme: Klaus Miedel
- Jacques Fabbri: Moïse Nathanson ~ deutsche Stimme: Friedrich W. Bauschulte
- Francis-Régis Bastide: Justizminister ~ deutsche Stimme: Joachim Cadenbach
- Yves Brainville: Raymond Préfaille ~ deutsche Stimme: Friedrich Schoenfelder
- Francis Claude: Vorsitzender Richter ~ deutsche Stimme: Kurt Waitzmann

## Rezeption

### Veröffentlichung
Der Film wurde am 27. August 1980 in Frankreich uraufgeführt. In Deutschland kam Die Bankiersfrau am 2. April 1981 in die Kinos und wurde am 23. September 1988 anlässlich des 50. Geburtstags der 1982 verstorbenen Romy Schneider von Sat.1 erstmals im deutschen Fernsehen gezeigt. Im DFF 2 lief er erstmals am 25. Dezember 1988. Teilweise lief er auch unter dem Alternativtitel Die Bankpräsidentin.
Am 30. Oktober 1980 wurde er in Belgien (Gent) veröffentlicht, am 26. März 1981 in den Niederlanden, am 12. Mai 1981 in Spanien, am 27. Juli 1981 in Dänemark und am 26. November 1981 in Portugal. Im Dezember 1982 kam er in der Türkei ins Kino und im Oktober 1986 in Japan. Veröffentlicht wurde er zudem in Brasilien, Griechenland, Ungarn, Italien und in Polen. Die internationalen Titel lauten The Lady Banker und The Woman Banker.
Am 16. Mai 2012 gab Studiocanal den Film innerhalb der Romy Schneider Edition auf DVD heraus.

### Kritik
Das Lexikon des internationalen Films beschreibt Die Bankiersfrau als „[a]ufwendige[n] Star-Film, der weder seinen Komödienstil durchhält noch Zusammenhänge politökonomischer Art verdeutlicht“. „Das angestrebte Porträt modernen Rollenverhaltens“ gehe dabei „in einer Inszenierung unter, die über den luxuriösen Dekorationen das Thema aus den Augen verliert“.
Cinema sprach von einem „Drama mit einer brillanten Romy Schneider“. Der Film sei „[o]pulentes Eurokino […] mit großen Darstellern“. Prisma bezeichnete den Film als „imposante[s] Porträt einer ungewöhnlichen Frau“. Dem Regisseur sei es dabei „weniger um die Verfilzung von Politik und Finanzwelt“ gegangen, als „um die melodramatischen Aspekte eines bewegten Lebens“.
L’Oeil sur L’Ecran sprach von einem verwässerten Porträt der Marthe Hanau, das es Romy Schneider ermöglicht habe, in dieser Rolle zu glänzen. Sie zeige sich schön und majestätisch und gebe dem Film erst seine volle Dimension. Die Umsetzung von Girod sei luxuriös, die Liste der führenden Akteure bis in die Nebenrollen beeindruckend, allerdings sei der Film etwas steif und letztendlich auch ein bisschen langweilig.

## Auszeichnungen
Bei der Verleihung des César 1981 war der Film in vier Kategorien nominiert: „Beste Kamera“, „Bester Schnitt“, „Bestes Szenenbild“ (Jean-Jacques Caziot) und Bester Ton (Jean-Pierre Ruh). Der Film unterlag der Konkurrenz jedoch in allen nominierten Kategorien.